# Oberea erythrocephala
Oberea erythrocephala is een keversoort uit de familie van de boktorren (Cerambycidae). De wetenschappelijke naam van de soort werd voor het eerst geldig gepubliceerd in 1776 door Schrank.

## Galerij

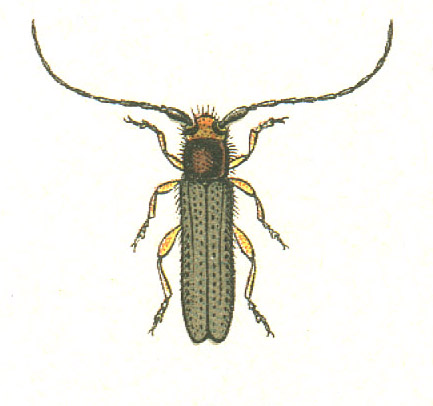